# Гумонди, Клод
Клод Гумонди (род. 19 июля 1946, Бельмон) — французский шахматный композитор; гроссмейстер по шахматной композиции (1984). Редактор раздела трёх- и многоходовых задач журнала «Диаграмм»
(1977—1982). Преподаватель физики и химии. С 1965 опубликовал свыше 2 тысяч задач разных жанров: около 900 трёхходовок, 150 многоходовок, остальные — на кооперативный мат. На конкурсах удостоен 550 отличий, в том числе 290 призов (60 — первых).
Любитель рекордных задач (тасков), задач на циклические темы, тему перемены в различных её вариантах. Автор ряда статей, посвященных вопросам теории задачной композиции.

## Задачи
|   | a | b | c | d | e | f | g | h |   |
| - | --- | --- | --- | --- | --- | --- | --- | --- | - |
| 8 | a8 чёрный ферзь · c8 чёрная ладья · e7 белая ладья · f7 белый слон · h7 чёрный слон · b6 белая пешка · d6 белый слон · a5 чёрная пешка · h5 чёрная ладья · c4 белый конь · d4 чёрный король · h4 белый конь · c3 чёрная пешка · e3 чёрный слон · f3 чёрная пешка · c2 белая пешка · f2 чёрная пешка · a1 белая ладья · f1 белый ферзь | a8 чёрный ферзь · c8 чёрная ладья · e7 белая ладья · f7 белый слон · h7 чёрный слон · b6 белая пешка · d6 белый слон · a5 чёрная пешка · h5 чёрная ладья · c4 белый конь · d4 чёрный король · h4 белый конь · c3 чёрная пешка · e3 чёрный слон · f3 чёрная пешка · c2 белая пешка · f2 чёрная пешка · a1 белая ладья · f1 белый ферзь | a8 чёрный ферзь · c8 чёрная ладья · e7 белая ладья · f7 белый слон · h7 чёрный слон · b6 белая пешка · d6 белый слон · a5 чёрная пешка · h5 чёрная ладья · c4 белый конь · d4 чёрный король · h4 белый конь · c3 чёрная пешка · e3 чёрный слон · f3 чёрная пешка · c2 белая пешка · f2 чёрная пешка · a1 белая ладья · f1 белый ферзь | a8 чёрный ферзь · c8 чёрная ладья · e7 белая ладья · f7 белый слон · h7 чёрный слон · b6 белая пешка · d6 белый слон · a5 чёрная пешка · h5 чёрная ладья · c4 белый конь · d4 чёрный король · h4 белый конь · c3 чёрная пешка · e3 чёрный слон · f3 чёрная пешка · c2 белая пешка · f2 чёрная пешка · a1 белая ладья · f1 белый ферзь | a8 чёрный ферзь · c8 чёрная ладья · e7 белая ладья · f7 белый слон · h7 чёрный слон · b6 белая пешка · d6 белый слон · a5 чёрная пешка · h5 чёрная ладья · c4 белый конь · d4 чёрный король · h4 белый конь · c3 чёрная пешка · e3 чёрный слон · f3 чёрная пешка · c2 белая пешка · f2 чёрная пешка · a1 белая ладья · f1 белый ферзь | a8 чёрный ферзь · c8 чёрная ладья · e7 белая ладья · f7 белый слон · h7 чёрный слон · b6 белая пешка · d6 белый слон · a5 чёрная пешка · h5 чёрная ладья · c4 белый конь · d4 чёрный король · h4 белый конь · c3 чёрная пешка · e3 чёрный слон · f3 чёрная пешка · c2 белая пешка · f2 чёрная пешка · a1 белая ладья · f1 белый ферзь | a8 чёрный ферзь · c8 чёрная ладья · e7 белая ладья · f7 белый слон · h7 чёрный слон · b6 белая пешка · d6 белый слон · a5 чёрная пешка · h5 чёрная ладья · c4 белый конь · d4 чёрный король · h4 белый конь · c3 чёрная пешка · e3 чёрный слон · f3 чёрная пешка · c2 белая пешка · f2 чёрная пешка · a1 белая ладья · f1 белый ферзь | a8 чёрный ферзь · c8 чёрная ладья · e7 белая ладья · f7 белый слон · h7 чёрный слон · b6 белая пешка · d6 белый слон · a5 чёрная пешка · h5 чёрная ладья · c4 белый конь · d4 чёрный король · h4 белый конь · c3 чёрная пешка · e3 чёрный слон · f3 чёрная пешка · c2 белая пешка · f2 чёрная пешка · a1 белая ладья · f1 белый ферзь | 8 |
| 7 | a8 чёрный ферзь · c8 чёрная ладья · e7 белая ладья · f7 белый слон · h7 чёрный слон · b6 белая пешка · d6 белый слон · a5 чёрная пешка · h5 чёрная ладья · c4 белый конь · d4 чёрный король · h4 белый конь · c3 чёрная пешка · e3 чёрный слон · f3 чёрная пешка · c2 белая пешка · f2 чёрная пешка · a1 белая ладья · f1 белый ферзь | a8 чёрный ферзь · c8 чёрная ладья · e7 белая ладья · f7 белый слон · h7 чёрный слон · b6 белая пешка · d6 белый слон · a5 чёрная пешка · h5 чёрная ладья · c4 белый конь · d4 чёрный король · h4 белый конь · c3 чёрная пешка · e3 чёрный слон · f3 чёрная пешка · c2 белая пешка · f2 чёрная пешка · a1 белая ладья · f1 белый ферзь | a8 чёрный ферзь · c8 чёрная ладья · e7 белая ладья · f7 белый слон · h7 чёрный слон · b6 белая пешка · d6 белый слон · a5 чёрная пешка · h5 чёрная ладья · c4 белый конь · d4 чёрный король · h4 белый конь · c3 чёрная пешка · e3 чёрный слон · f3 чёрная пешка · c2 белая пешка · f2 чёрная пешка · a1 белая ладья · f1 белый ферзь | a8 чёрный ферзь · c8 чёрная ладья · e7 белая ладья · f7 белый слон · h7 чёрный слон · b6 белая пешка · d6 белый слон · a5 чёрная пешка · h5 чёрная ладья · c4 белый конь · d4 чёрный король · h4 белый конь · c3 чёрная пешка · e3 чёрный слон · f3 чёрная пешка · c2 белая пешка · f2 чёрная пешка · a1 белая ладья · f1 белый ферзь | a8 чёрный ферзь · c8 чёрная ладья · e7 белая ладья · f7 белый слон · h7 чёрный слон · b6 белая пешка · d6 белый слон · a5 чёрная пешка · h5 чёрная ладья · c4 белый конь · d4 чёрный король · h4 белый конь · c3 чёрная пешка · e3 чёрный слон · f3 чёрная пешка · c2 белая пешка · f2 чёрная пешка · a1 белая ладья · f1 белый ферзь | a8 чёрный ферзь · c8 чёрная ладья · e7 белая ладья · f7 белый слон · h7 чёрный слон · b6 белая пешка · d6 белый слон · a5 чёрная пешка · h5 чёрная ладья · c4 белый конь · d4 чёрный король · h4 белый конь · c3 чёрная пешка · e3 чёрный слон · f3 чёрная пешка · c2 белая пешка · f2 чёрная пешка · a1 белая ладья · f1 белый ферзь | a8 чёрный ферзь · c8 чёрная ладья · e7 белая ладья · f7 белый слон · h7 чёрный слон · b6 белая пешка · d6 белый слон · a5 чёрная пешка · h5 чёрная ладья · c4 белый конь · d4 чёрный король · h4 белый конь · c3 чёрная пешка · e3 чёрный слон · f3 чёрная пешка · c2 белая пешка · f2 чёрная пешка · a1 белая ладья · f1 белый ферзь | a8 чёрный ферзь · c8 чёрная ладья · e7 белая ладья · f7 белый слон · h7 чёрный слон · b6 белая пешка · d6 белый слон · a5 чёрная пешка · h5 чёрная ладья · c4 белый конь · d4 чёрный король · h4 белый конь · c3 чёрная пешка · e3 чёрный слон · f3 чёрная пешка · c2 белая пешка · f2 чёрная пешка · a1 белая ладья · f1 белый ферзь | 7 |
| 6 | a8 чёрный ферзь · c8 чёрная ладья · e7 белая ладья · f7 белый слон · h7 чёрный слон · b6 белая пешка · d6 белый слон · a5 чёрная пешка · h5 чёрная ладья · c4 белый конь · d4 чёрный король · h4 белый конь · c3 чёрная пешка · e3 чёрный слон · f3 чёрная пешка · c2 белая пешка · f2 чёрная пешка · a1 белая ладья · f1 белый ферзь | a8 чёрный ферзь · c8 чёрная ладья · e7 белая ладья · f7 белый слон · h7 чёрный слон · b6 белая пешка · d6 белый слон · a5 чёрная пешка · h5 чёрная ладья · c4 белый конь · d4 чёрный король · h4 белый конь · c3 чёрная пешка · e3 чёрный слон · f3 чёрная пешка · c2 белая пешка · f2 чёрная пешка · a1 белая ладья · f1 белый ферзь | a8 чёрный ферзь · c8 чёрная ладья · e7 белая ладья · f7 белый слон · h7 чёрный слон · b6 белая пешка · d6 белый слон · a5 чёрная пешка · h5 чёрная ладья · c4 белый конь · d4 чёрный король · h4 белый конь · c3 чёрная пешка · e3 чёрный слон · f3 чёрная пешка · c2 белая пешка · f2 чёрная пешка · a1 белая ладья · f1 белый ферзь | a8 чёрный ферзь · c8 чёрная ладья · e7 белая ладья · f7 белый слон · h7 чёрный слон · b6 белая пешка · d6 белый слон · a5 чёрная пешка · h5 чёрная ладья · c4 белый конь · d4 чёрный король · h4 белый конь · c3 чёрная пешка · e3 чёрный слон · f3 чёрная пешка · c2 белая пешка · f2 чёрная пешка · a1 белая ладья · f1 белый ферзь | a8 чёрный ферзь · c8 чёрная ладья · e7 белая ладья · f7 белый слон · h7 чёрный слон · b6 белая пешка · d6 белый слон · a5 чёрная пешка · h5 чёрная ладья · c4 белый конь · d4 чёрный король · h4 белый конь · c3 чёрная пешка · e3 чёрный слон · f3 чёрная пешка · c2 белая пешка · f2 чёрная пешка · a1 белая ладья · f1 белый ферзь | a8 чёрный ферзь · c8 чёрная ладья · e7 белая ладья · f7 белый слон · h7 чёрный слон · b6 белая пешка · d6 белый слон · a5 чёрная пешка · h5 чёрная ладья · c4 белый конь · d4 чёрный король · h4 белый конь · c3 чёрная пешка · e3 чёрный слон · f3 чёрная пешка · c2 белая пешка · f2 чёрная пешка · a1 белая ладья · f1 белый ферзь | a8 чёрный ферзь · c8 чёрная ладья · e7 белая ладья · f7 белый слон · h7 чёрный слон · b6 белая пешка · d6 белый слон · a5 чёрная пешка · h5 чёрная ладья · c4 белый конь · d4 чёрный король · h4 белый конь · c3 чёрная пешка · e3 чёрный слон · f3 чёрная пешка · c2 белая пешка · f2 чёрная пешка · a1 белая ладья · f1 белый ферзь | a8 чёрный ферзь · c8 чёрная ладья · e7 белая ладья · f7 белый слон · h7 чёрный слон · b6 белая пешка · d6 белый слон · a5 чёрная пешка · h5 чёрная ладья · c4 белый конь · d4 чёрный король · h4 белый конь · c3 чёрная пешка · e3 чёрный слон · f3 чёрная пешка · c2 белая пешка · f2 чёрная пешка · a1 белая ладья · f1 белый ферзь | 6 |
| 5 | a8 чёрный ферзь · c8 чёрная ладья · e7 белая ладья · f7 белый слон · h7 чёрный слон · b6 белая пешка · d6 белый слон · a5 чёрная пешка · h5 чёрная ладья · c4 белый конь · d4 чёрный король · h4 белый конь · c3 чёрная пешка · e3 чёрный слон · f3 чёрная пешка · c2 белая пешка · f2 чёрная пешка · a1 белая ладья · f1 белый ферзь | a8 чёрный ферзь · c8 чёрная ладья · e7 белая ладья · f7 белый слон · h7 чёрный слон · b6 белая пешка · d6 белый слон · a5 чёрная пешка · h5 чёрная ладья · c4 белый конь · d4 чёрный король · h4 белый конь · c3 чёрная пешка · e3 чёрный слон · f3 чёрная пешка · c2 белая пешка · f2 чёрная пешка · a1 белая ладья · f1 белый ферзь | a8 чёрный ферзь · c8 чёрная ладья · e7 белая ладья · f7 белый слон · h7 чёрный слон · b6 белая пешка · d6 белый слон · a5 чёрная пешка · h5 чёрная ладья · c4 белый конь · d4 чёрный король · h4 белый конь · c3 чёрная пешка · e3 чёрный слон · f3 чёрная пешка · c2 белая пешка · f2 чёрная пешка · a1 белая ладья · f1 белый ферзь | a8 чёрный ферзь · c8 чёрная ладья · e7 белая ладья · f7 белый слон · h7 чёрный слон · b6 белая пешка · d6 белый слон · a5 чёрная пешка · h5 чёрная ладья · c4 белый конь · d4 чёрный король · h4 белый конь · c3 чёрная пешка · e3 чёрный слон · f3 чёрная пешка · c2 белая пешка · f2 чёрная пешка · a1 белая ладья · f1 белый ферзь | a8 чёрный ферзь · c8 чёрная ладья · e7 белая ладья · f7 белый слон · h7 чёрный слон · b6 белая пешка · d6 белый слон · a5 чёрная пешка · h5 чёрная ладья · c4 белый конь · d4 чёрный король · h4 белый конь · c3 чёрная пешка · e3 чёрный слон · f3 чёрная пешка · c2 белая пешка · f2 чёрная пешка · a1 белая ладья · f1 белый ферзь | a8 чёрный ферзь · c8 чёрная ладья · e7 белая ладья · f7 белый слон · h7 чёрный слон · b6 белая пешка · d6 белый слон · a5 чёрная пешка · h5 чёрная ладья · c4 белый конь · d4 чёрный король · h4 белый конь · c3 чёрная пешка · e3 чёрный слон · f3 чёрная пешка · c2 белая пешка · f2 чёрная пешка · a1 белая ладья · f1 белый ферзь | a8 чёрный ферзь · c8 чёрная ладья · e7 белая ладья · f7 белый слон · h7 чёрный слон · b6 белая пешка · d6 белый слон · a5 чёрная пешка · h5 чёрная ладья · c4 белый конь · d4 чёрный король · h4 белый конь · c3 чёрная пешка · e3 чёрный слон · f3 чёрная пешка · c2 белая пешка · f2 чёрная пешка · a1 белая ладья · f1 белый ферзь | a8 чёрный ферзь · c8 чёрная ладья · e7 белая ладья · f7 белый слон · h7 чёрный слон · b6 белая пешка · d6 белый слон · a5 чёрная пешка · h5 чёрная ладья · c4 белый конь · d4 чёрный король · h4 белый конь · c3 чёрная пешка · e3 чёрный слон · f3 чёрная пешка · c2 белая пешка · f2 чёрная пешка · a1 белая ладья · f1 белый ферзь | 5 |
| 4 | a8 чёрный ферзь · c8 чёрная ладья · e7 белая ладья · f7 белый слон · h7 чёрный слон · b6 белая пешка · d6 белый слон · a5 чёрная пешка · h5 чёрная ладья · c4 белый конь · d4 чёрный король · h4 белый конь · c3 чёрная пешка · e3 чёрный слон · f3 чёрная пешка · c2 белая пешка · f2 чёрная пешка · a1 белая ладья · f1 белый ферзь | a8 чёрный ферзь · c8 чёрная ладья · e7 белая ладья · f7 белый слон · h7 чёрный слон · b6 белая пешка · d6 белый слон · a5 чёрная пешка · h5 чёрная ладья · c4 белый конь · d4 чёрный король · h4 белый конь · c3 чёрная пешка · e3 чёрный слон · f3 чёрная пешка · c2 белая пешка · f2 чёрная пешка · a1 белая ладья · f1 белый ферзь | a8 чёрный ферзь · c8 чёрная ладья · e7 белая ладья · f7 белый слон · h7 чёрный слон · b6 белая пешка · d6 белый слон · a5 чёрная пешка · h5 чёрная ладья · c4 белый конь · d4 чёрный король · h4 белый конь · c3 чёрная пешка · e3 чёрный слон · f3 чёрная пешка · c2 белая пешка · f2 чёрная пешка · a1 белая ладья · f1 белый ферзь | a8 чёрный ферзь · c8 чёрная ладья · e7 белая ладья · f7 белый слон · h7 чёрный слон · b6 белая пешка · d6 белый слон · a5 чёрная пешка · h5 чёрная ладья · c4 белый конь · d4 чёрный король · h4 белый конь · c3 чёрная пешка · e3 чёрный слон · f3 чёрная пешка · c2 белая пешка · f2 чёрная пешка · a1 белая ладья · f1 белый ферзь | a8 чёрный ферзь · c8 чёрная ладья · e7 белая ладья · f7 белый слон · h7 чёрный слон · b6 белая пешка · d6 белый слон · a5 чёрная пешка · h5 чёрная ладья · c4 белый конь · d4 чёрный король · h4 белый конь · c3 чёрная пешка · e3 чёрный слон · f3 чёрная пешка · c2 белая пешка · f2 чёрная пешка · a1 белая ладья · f1 белый ферзь | a8 чёрный ферзь · c8 чёрная ладья · e7 белая ладья · f7 белый слон · h7 чёрный слон · b6 белая пешка · d6 белый слон · a5 чёрная пешка · h5 чёрная ладья · c4 белый конь · d4 чёрный король · h4 белый конь · c3 чёрная пешка · e3 чёрный слон · f3 чёрная пешка · c2 белая пешка · f2 чёрная пешка · a1 белая ладья · f1 белый ферзь | a8 чёрный ферзь · c8 чёрная ладья · e7 белая ладья · f7 белый слон · h7 чёрный слон · b6 белая пешка · d6 белый слон · a5 чёрная пешка · h5 чёрная ладья · c4 белый конь · d4 чёрный король · h4 белый конь · c3 чёрная пешка · e3 чёрный слон · f3 чёрная пешка · c2 белая пешка · f2 чёрная пешка · a1 белая ладья · f1 белый ферзь | a8 чёрный ферзь · c8 чёрная ладья · e7 белая ладья · f7 белый слон · h7 чёрный слон · b6 белая пешка · d6 белый слон · a5 чёрная пешка · h5 чёрная ладья · c4 белый конь · d4 чёрный король · h4 белый конь · c3 чёрная пешка · e3 чёрный слон · f3 чёрная пешка · c2 белая пешка · f2 чёрная пешка · a1 белая ладья · f1 белый ферзь | 4 |
| 3 | a8 чёрный ферзь · c8 чёрная ладья · e7 белая ладья · f7 белый слон · h7 чёрный слон · b6 белая пешка · d6 белый слон · a5 чёрная пешка · h5 чёрная ладья · c4 белый конь · d4 чёрный король · h4 белый конь · c3 чёрная пешка · e3 чёрный слон · f3 чёрная пешка · c2 белая пешка · f2 чёрная пешка · a1 белая ладья · f1 белый ферзь | a8 чёрный ферзь · c8 чёрная ладья · e7 белая ладья · f7 белый слон · h7 чёрный слон · b6 белая пешка · d6 белый слон · a5 чёрная пешка · h5 чёрная ладья · c4 белый конь · d4 чёрный король · h4 белый конь · c3 чёрная пешка · e3 чёрный слон · f3 чёрная пешка · c2 белая пешка · f2 чёрная пешка · a1 белая ладья · f1 белый ферзь | a8 чёрный ферзь · c8 чёрная ладья · e7 белая ладья · f7 белый слон · h7 чёрный слон · b6 белая пешка · d6 белый слон · a5 чёрная пешка · h5 чёрная ладья · c4 белый конь · d4 чёрный король · h4 белый конь · c3 чёрная пешка · e3 чёрный слон · f3 чёрная пешка · c2 белая пешка · f2 чёрная пешка · a1 белая ладья · f1 белый ферзь | a8 чёрный ферзь · c8 чёрная ладья · e7 белая ладья · f7 белый слон · h7 чёрный слон · b6 белая пешка · d6 белый слон · a5 чёрная пешка · h5 чёрная ладья · c4 белый конь · d4 чёрный король · h4 белый конь · c3 чёрная пешка · e3 чёрный слон · f3 чёрная пешка · c2 белая пешка · f2 чёрная пешка · a1 белая ладья · f1 белый ферзь | a8 чёрный ферзь · c8 чёрная ладья · e7 белая ладья · f7 белый слон · h7 чёрный слон · b6 белая пешка · d6 белый слон · a5 чёрная пешка · h5 чёрная ладья · c4 белый конь · d4 чёрный король · h4 белый конь · c3 чёрная пешка · e3 чёрный слон · f3 чёрная пешка · c2 белая пешка · f2 чёрная пешка · a1 белая ладья · f1 белый ферзь | a8 чёрный ферзь · c8 чёрная ладья · e7 белая ладья · f7 белый слон · h7 чёрный слон · b6 белая пешка · d6 белый слон · a5 чёрная пешка · h5 чёрная ладья · c4 белый конь · d4 чёрный король · h4 белый конь · c3 чёрная пешка · e3 чёрный слон · f3 чёрная пешка · c2 белая пешка · f2 чёрная пешка · a1 белая ладья · f1 белый ферзь | a8 чёрный ферзь · c8 чёрная ладья · e7 белая ладья · f7 белый слон · h7 чёрный слон · b6 белая пешка · d6 белый слон · a5 чёрная пешка · h5 чёрная ладья · c4 белый конь · d4 чёрный король · h4 белый конь · c3 чёрная пешка · e3 чёрный слон · f3 чёрная пешка · c2 белая пешка · f2 чёрная пешка · a1 белая ладья · f1 белый ферзь | a8 чёрный ферзь · c8 чёрная ладья · e7 белая ладья · f7 белый слон · h7 чёрный слон · b6 белая пешка · d6 белый слон · a5 чёрная пешка · h5 чёрная ладья · c4 белый конь · d4 чёрный король · h4 белый конь · c3 чёрная пешка · e3 чёрный слон · f3 чёрная пешка · c2 белая пешка · f2 чёрная пешка · a1 белая ладья · f1 белый ферзь | 3 |
| 2 | a8 чёрный ферзь · c8 чёрная ладья · e7 белая ладья · f7 белый слон · h7 чёрный слон · b6 белая пешка · d6 белый слон · a5 чёрная пешка · h5 чёрная ладья · c4 белый конь · d4 чёрный король · h4 белый конь · c3 чёрная пешка · e3 чёрный слон · f3 чёрная пешка · c2 белая пешка · f2 чёрная пешка · a1 белая ладья · f1 белый ферзь | a8 чёрный ферзь · c8 чёрная ладья · e7 белая ладья · f7 белый слон · h7 чёрный слон · b6 белая пешка · d6 белый слон · a5 чёрная пешка · h5 чёрная ладья · c4 белый конь · d4 чёрный король · h4 белый конь · c3 чёрная пешка · e3 чёрный слон · f3 чёрная пешка · c2 белая пешка · f2 чёрная пешка · a1 белая ладья · f1 белый ферзь | a8 чёрный ферзь · c8 чёрная ладья · e7 белая ладья · f7 белый слон · h7 чёрный слон · b6 белая пешка · d6 белый слон · a5 чёрная пешка · h5 чёрная ладья · c4 белый конь · d4 чёрный король · h4 белый конь · c3 чёрная пешка · e3 чёрный слон · f3 чёрная пешка · c2 белая пешка · f2 чёрная пешка · a1 белая ладья · f1 белый ферзь | a8 чёрный ферзь · c8 чёрная ладья · e7 белая ладья · f7 белый слон · h7 чёрный слон · b6 белая пешка · d6 белый слон · a5 чёрная пешка · h5 чёрная ладья · c4 белый конь · d4 чёрный король · h4 белый конь · c3 чёрная пешка · e3 чёрный слон · f3 чёрная пешка · c2 белая пешка · f2 чёрная пешка · a1 белая ладья · f1 белый ферзь | a8 чёрный ферзь · c8 чёрная ладья · e7 белая ладья · f7 белый слон · h7 чёрный слон · b6 белая пешка · d6 белый слон · a5 чёрная пешка · h5 чёрная ладья · c4 белый конь · d4 чёрный король · h4 белый конь · c3 чёрная пешка · e3 чёрный слон · f3 чёрная пешка · c2 белая пешка · f2 чёрная пешка · a1 белая ладья · f1 белый ферзь | a8 чёрный ферзь · c8 чёрная ладья · e7 белая ладья · f7 белый слон · h7 чёрный слон · b6 белая пешка · d6 белый слон · a5 чёрная пешка · h5 чёрная ладья · c4 белый конь · d4 чёрный король · h4 белый конь · c3 чёрная пешка · e3 чёрный слон · f3 чёрная пешка · c2 белая пешка · f2 чёрная пешка · a1 белая ладья · f1 белый ферзь | a8 чёрный ферзь · c8 чёрная ладья · e7 белая ладья · f7 белый слон · h7 чёрный слон · b6 белая пешка · d6 белый слон · a5 чёрная пешка · h5 чёрная ладья · c4 белый конь · d4 чёрный король · h4 белый конь · c3 чёрная пешка · e3 чёрный слон · f3 чёрная пешка · c2 белая пешка · f2 чёрная пешка · a1 белая ладья · f1 белый ферзь | a8 чёрный ферзь · c8 чёрная ладья · e7 белая ладья · f7 белый слон · h7 чёрный слон · b6 белая пешка · d6 белый слон · a5 чёрная пешка · h5 чёрная ладья · c4 белый конь · d4 чёрный король · h4 белый конь · c3 чёрная пешка · e3 чёрный слон · f3 чёрная пешка · c2 белая пешка · f2 чёрная пешка · a1 белая ладья · f1 белый ферзь | 2 |
| 1 | a8 чёрный ферзь · c8 чёрная ладья · e7 белая ладья · f7 белый слон · h7 чёрный слон · b6 белая пешка · d6 белый слон · a5 чёрная пешка · h5 чёрная ладья · c4 белый конь · d4 чёрный король · h4 белый конь · c3 чёрная пешка · e3 чёрный слон · f3 чёрная пешка · c2 белая пешка · f2 чёрная пешка · a1 белая ладья · f1 белый ферзь | a8 чёрный ферзь · c8 чёрная ладья · e7 белая ладья · f7 белый слон · h7 чёрный слон · b6 белая пешка · d6 белый слон · a5 чёрная пешка · h5 чёрная ладья · c4 белый конь · d4 чёрный король · h4 белый конь · c3 чёрная пешка · e3 чёрный слон · f3 чёрная пешка · c2 белая пешка · f2 чёрная пешка · a1 белая ладья · f1 белый ферзь | a8 чёрный ферзь · c8 чёрная ладья · e7 белая ладья · f7 белый слон · h7 чёрный слон · b6 белая пешка · d6 белый слон · a5 чёрная пешка · h5 чёрная ладья · c4 белый конь · d4 чёрный король · h4 белый конь · c3 чёрная пешка · e3 чёрный слон · f3 чёрная пешка · c2 белая пешка · f2 чёрная пешка · a1 белая ладья · f1 белый ферзь | a8 чёрный ферзь · c8 чёрная ладья · e7 белая ладья · f7 белый слон · h7 чёрный слон · b6 белая пешка · d6 белый слон · a5 чёрная пешка · h5 чёрная ладья · c4 белый конь · d4 чёрный король · h4 белый конь · c3 чёрная пешка · e3 чёрный слон · f3 чёрная пешка · c2 белая пешка · f2 чёрная пешка · a1 белая ладья · f1 белый ферзь | a8 чёрный ферзь · c8 чёрная ладья · e7 белая ладья · f7 белый слон · h7 чёрный слон · b6 белая пешка · d6 белый слон · a5 чёрная пешка · h5 чёрная ладья · c4 белый конь · d4 чёрный король · h4 белый конь · c3 чёрная пешка · e3 чёрный слон · f3 чёрная пешка · c2 белая пешка · f2 чёрная пешка · a1 белая ладья · f1 белый ферзь | a8 чёрный ферзь · c8 чёрная ладья · e7 белая ладья · f7 белый слон · h7 чёрный слон · b6 белая пешка · d6 белый слон · a5 чёрная пешка · h5 чёрная ладья · c4 белый конь · d4 чёрный король · h4 белый конь · c3 чёрная пешка · e3 чёрный слон · f3 чёрная пешка · c2 белая пешка · f2 чёрная пешка · a1 белая ладья · f1 белый ферзь | a8 чёрный ферзь · c8 чёрная ладья · e7 белая ладья · f7 белый слон · h7 чёрный слон · b6 белая пешка · d6 белый слон · a5 чёрная пешка · h5 чёрная ладья · c4 белый конь · d4 чёрный король · h4 белый конь · c3 чёрная пешка · e3 чёрный слон · f3 чёрная пешка · c2 белая пешка · f2 чёрная пешка · a1 белая ладья · f1 белый ферзь | a8 чёрный ферзь · c8 чёрная ладья · e7 белая ладья · f7 белый слон · h7 чёрный слон · b6 белая пешка · d6 белый слон · a5 чёрная пешка · h5 чёрная ладья · c4 белый конь · d4 чёрный король · h4 белый конь · c3 чёрная пешка · e3 чёрный слон · f3 чёрная пешка · c2 белая пешка · f2 чёрная пешка · a1 белая ладья · f1 белый ферзь | 1 |
|   | a | b | c | d | e | f | g | h |   |

1.Ка3! с угрозой 2.Kf5+ Л:f5 3.Фd3X и 2. … С:f5 3.Кb5Х (Новотного тема) 

1. … Лсс5 2.Кb5+ Л:b5 3.Фс4Х, 

1. … Лhс5 (антикритичный ход) 2.Фс4+ Л:с4 3.Кb5Х (Вюрцбурга —
Плахутты тема) 

1. … Се4 (антикритичный ход) 2.К:f3+ С:f3 3.Фd3Х, 

1. … Фе4 2.Фd3+ Ф:d3 3.К:f3X (вновь Вюрцбурга — Плахутты тема), 

1. … Фc6 2.Фс4+ Ф:с4 3.K:f3X и 

1. … Фd5 2.Кb5+ Ф:b5 3.К:f3X.